# ميتاكريتيك
ميتاكريتيك (بالإنجليزية: Metacritic)‏ هو موقع ويب يجمع مراجعات للأفلام والبرامج التلفزيونية وألبومات الموسيقى وألعاب الفيديو والكتب السابقة. لكل منتج، يتم حساب متوسط الدرجات من كل مراجعة (متوسط موزون). تم إنشاء ميتاكرتيك بواسطة جايسون ديتز، مارك دويل، جولي دويل روبرتس في 1999. يوفر الموقع مقتطفًا من كل مراجعة وارتباطات تشعبية لمصدرها. يلخص اللون الأخضر، أو الأصفر، أو الأحمر توصيات النقاد. يعتبر الموقع الأول لتجميع المراجعات عبر الإنترنت لصناعة ألعاب الفيديو.
يحول تسجيل ميتاكريتيك كل مراجعة إلى نسبة مئوية، إما رياضيًا من العلامة المعطاة، أو ما يقرره الموقع بشكل شخصي من مراجعة نوعية. قبل أن يتم حساب المتوسط، يتم ترجيح الدرجات وفقًا لشهرة الناقد ومكانته وحجم المراجعات. فاز الموقع بجائزتي ويبي للتميز كموقع تجميعي. ركز النقد على نظام التقييم، وتخصيص الدرجات للمراجعات التي لا تشمل التقييمات، ومحاولات الطرف الثالث المزعومة للتأثير على الدرجات، ونقص إشراف الموظفين على مراجعات المستخدمين.

## تاريخ

الشعار الأصلي لميتاكريتيك

تم إطلاق ميتاكرتيك في يناير 2001 بواسطة مارك دويل، وشقيقته جولي دويل روبرتس، وزميله في كلية الحقوق بجامعة جنوب كاليفورنيا، جايسون ديتز، بعد عامين من تطوير الموقع. كانت روتن توميتوز تقوم بالفعل بتجميع مراجعات الأفلام، لكن دويل وروبرتس وديتز رأوا فرصة لتغطية نطاق أوسع من الوسائط. قاموا ببيع ميتاكريتيك إلى سي نت في عام 2005. تم شراء سي نت وميتاكرتيك لاحقًا من قبل شركة سي بي إس. في عام 2020، تم شراء ميتاكرتيك وعناوين سي نت الأخرى بواسطة رد فينشرز.

## ميتاسكورز
الدرجات هي متوسطات موزونة. تُعطى بعض المطبوعات أهمية أكبر «بسبب مكانتها». قالت ميتاكريتيك إنها لن تكشف الوزن النسبي المخصص لكل مراجع.
تمت مقابلة محرر الألعاب مارك دويل في عام 2008 بواسطة كيث ستيوارت من صحيفة الغارديان «لإلقاء نظرة على عملية جمع البيانات». كتب ستيوارت: «أصبحت ظاهرة ميتاسكور، وبالتحديد ميتاكرتيك وغيم رانكينغز، عنصرًا مهمًا للغاية في صحافة الألعاب عبر الإنترنت خلال السنوات القليلة الماضية». قال دويل إنه نظرًا لأن ألعاب الفيديو تؤدي إلى استثمار أكبر للوقت والمال، فإن اللاعبين يكونون أكثر دراية بالمراجعات من عشاق الأفلام أو الموسيقى؛ يريدون معرفة ما إذا كان هذا العنوان المرتقب بشدة سيحقق النجاح أم لا.
| دلالة                  | دلالة                      | ألعاب الفيديو | أفلام/ تلفزيون/موسيقى |
| ---------------------- | -------------------------- | ------------- | --------------------- |
|                        | إشادة عالمية               | 90–100        | 81–100                |
| مراجعات مفضلة بشكل عام | 75–89                      | 61–80         |                       |
|                        | تقييمات متوسطة أو مختلطة   | 50–74         | 40–60                 |
|                        | مراجعات غير مفضلة بشكل عام | 20–49         | 20–39                 |
| عدم إعجاب ساحق         | 0–19                       | 0–19          |                       |

في يونيو 2018، أنشأت ميتاكرتيك علامة "Must-See" (يجب-رؤيته) لفيلم «يحقق ميتاسكور 81 أو أعلى وتمت مراجعته من قبل ما لا يقل عن 15 نقادًا محترفًا». في سبتمبر 2018، أضافت شهادة "Must-Play" (يجب-لعبه) لألعاب الفيديو التي حصلت على درجة 90٪ أو أكثر، وعدد لا يقل عن 15 تقييمًا من المتخصصين في هذا المجال.

## استقبال
تلقت ميتاكريتيك آراء متباينة من نقاد موقع الويب والمعلقين وكتاب الأعمدة (مقالات قصيرة على شكل عمود) على حد سواء. تم تحليل فعاليتها، مع استنتاجات وجدت أنها مفيدة بشكل عام أو غير موثوقة ومتحيزة. حاز الموقع على جائزتين سنويتين من جوائز ويبي للتميز في فئة «أدلة/تقييمات/مراجعات»، في عامي 2010 و 2015.

### نقد
تم انتقاد ميتاكريتيك لتحويلها جميع أنظمة التسجيل إلى مقياس كمي واحد قائم على النسبة المئوية. على سبيل المثال، تعادل الدرجة "A" القيمة 100، وقيمة "F" تساوي الصفر، وقيمة "B-" تساوي 67. انتقد جو دودسون، المحرر السابق في غيم ريفولوشن، موقع ميتاكريتيك ومواقع مماثلة لتحويلها المراجعات إلى درجات وجدها منخفضة للغاية. دافع دويل عن نظام الدرجات، معتقدًا أن كل مقياس يجب أن يتم تحويله مباشرة إلى مقياس الموقع، حيث تكون أقل درجة ممكنة هي 0 والأعلى 100. تم توجيه مزيد من الانتقادات إلى رفض الموقع الإعلان عن كيفية تجميع النتائج.
وفقًا لدويل، يحاول الناشرون غالبًا إقناعه باستبعاد المراجعات التي يشعرون أنها غير عادلة، لكنه قال إنه بمجرد تضمين منشور، يرفض حذف أي من مراجعاته. مراجعة صحيفة واشنطن بوست لـ أنشارتد 4 حصلت على تصنيف 40/100 وأُضيفت بواسطة ميتاكريتيك. كانت هذه المراجعة السلبية الوحيدة للعبة. قام القراء الذين رفضوا المراجعة بتقديم التماس إلى ميتاكريتيك لإزالة المنشور باعتباره مصدرًا موثوقًا به. نتيجة لتأثيرها السلبي الملحوظ على الصناعة، قامت العديد من مواقع المراجعة، بما في ذلك كوتاكو و يورو غيمر، بإسقاط المراجعات العددية التي ستظهر في ميتاكريتيك، بدلاً من ذلك فضلت التقييم النوعي للعبة. سلطت كوتاكو الضوء أيضًا على ممارسة تزعُم أن بعض الناشرين يستخدمون نتائج ميتاكريتيك كوسيلة للاستفادة من شروط أكثر ملاءمة للناشر أو رفض مكافآت المطورين إذا لم يصلوا إلى درجة معينة. ورد دويل على ذلك بقوله «إن ميتاكريتيك لا علاقة لها على الإطلاق بكيفية استخدام الصناعة لأرقامنا. . . لطالما كان ميتاكريتيك يدور حول تثقيف اللاعب. نحن نستخدم مراجعات المنتجات كأداة لمساعدتهم على تحقيق أقصى استفادة من وقتهم وأموالهم.»
تم انتقاد ميتاكريتيك أيضًا بسبب كيفية تعامله مع حظر المستخدمين ومراجعاتهم، دون إشعار أو إجراء رسمي للاستئناف. أشار النقاد والمطورون إلى أن المنتج يمكن أن يعاني من التلاعب في التصنيف من قبل المستخدمين، مثل الحصول على تقييمات منخفضة تلحق الضرر بسمعته عمدًا أو من خلال تلقي تقييمات عالية من حسابات رديئة لجعله يبدو أكثر شهرة مما هو عليه في الواقع. وصف رئيس سغنل ستوديوز (Signal Studios) والمدير الإبداعي دوغلاس أولبرايت الموقع بأنه ليس له معايير. في تموز (يوليو) 2020، أضافت ميتاكريتيك فترة انتظار مدتها 36 ساعة لنشر تعليقات المستخدمين على ألعاب الفيديو عند الإطلاق في محاولة لتقليل هجومات تقليل تقييم المستخدم خلال تلك الفترة من قبل المستخدمين الذين لم يلعبوا اللعبة أو بالكاد لعبوها خلال فترة. عندما لا ينتهي معظم اللاعبين من اللعبة.
لاحظ البعض أن نتائج ميتاكريتيك لألعاب الفيديو الحديثة قد لا تعكس بدقة حالة اللعبة في المستقبل بسبب تحديثات الإصدار والتصحيحات بالإضافة إلى معظم المراجعات الصحفية للألعاب التي تجري حول إطلاقها. على سبيل المثال، كانت الميتاسكور (نسبة نتيجة جمع المراجعات) لـ ميد إيفل (2019) متوسطة بشكل أساسي بسبب مشكلات الأداء في وقت قريب من إطلاق الألعاب. ومع ذلك، تم إصلاح هذه المشكلات لاحقًا في تصحيحات ما بعد الإصدار التي تجعل اللعبة تعمل بسلاسة مما قد يؤدي إلى ارتفاع الميتاسكور في حالتها الحالية. مثال آخر هو الألعاب عبر الإنترنت مثل فاينل فانتسي 14 أونلاين ووارفريم اللتان تلقتا نقاطاً متوسطة إلى سلبية عند الإطلاق ولكنهما حظيا فيما بعد باستقبال جيد بعد التحسينات التي تم إجراؤها بعد الإطلاق.

## وصلات خارجية
- الموقع الرسمي